# Desmacella velutata
Desmacella velutata är en svampdjursart som först beskrevs av Armand-Marie-Vincent-Joseph Renier 1807.  Desmacella velutata ingår i släktet Desmacella och familjen Desmacellidae. Inga underarter finns listade i Catalogue of Life.